# Roy Dyson
Royden Patrick Dyson, detto Roy (Lexington Park, 15 novembre 1948), è un politico statunitense, membro della Camera dei Rappresentanti per lo stato del Maryland dal 1981 al 1991.

## Biografia
Dopo gli studi all'Università del Maryland, College Park, Dyson lavorò come assistente parlamentare.
Entrato in politica con il Partito Democratico, nel 1975 fu eletto all'interno della legislatura statale del Maryland. Nel 1976 si candidò alla Camera dei Rappresentanti ma venne sconfitto dal deputato repubblicano in carica Robert Bauman. Quattro anni più tardi, sfidò nuovamente Bauman, che nel frattempo fu coinvolto in uno scandalo sessuale, riuscendo a sconfiggerlo e a farsi eleggere deputato.
Negli anni successivi ottenne agevolmente dagli elettori altri tre mandati, ma nel 1988 sconfisse solo di misura l'avversario repubblicano Wayne Gilchrest. Nel 1990 Gilchrest si candidò ancora per il seggio e in questa occasione riuscì a battere Dyson, che lasciò così il Congresso dopo dieci anni di permanenza.
Nel 1995 Dyson ottenne un seggio all'interno della camera alta della legislatura statale del Maryland, dove fu rieletto fino al 2015.